# رنو تاکسی دلامارن
رنو تاکسی دلامارن (Renault Taxi de la Marne) خودرویی است که در سال‌های ۱۹۰۵ تا ۱۹۱۰توسط رنوتولید شده‌است. طراحی آن خودروهای موتور جلو-محور عقب بوده است.
موتور آن ۱۲۰۵ سی‌سی سیستم جعبه‌دندهٔ آن به صورت دستی است.